# 墨累河
墨累河是澳大利亞最長的河流，長度為2,995公里（1,861英里），發源於澳大利亞最高的山脈澳大利亞阿爾卑斯山脈（Australian Alps，大分水嶺的一部分）。墨累河往西北方流，構成維多利亞州與新南威爾斯州的邊界。墨累河在最後500公里往南移動，進入南澳大利亞州，經由亚历山德里娜湖（Lake Alexandrina），於阿德萊德附近的古爾瓦（Goolwa）入海进入大澳洲湾（南冰洋）。根據2010年的資料顯示，墨累河流域接收當地降水量的58%。墨累河也許是澳大利亞最重要的灌溉區域，也是糧食的主要供應區。河流是以英國軍人和政治家佐治·美利爵士（Sir George Murray）命名。

## 地理
墨累河是長達3,750公里（2,330英里）的墨累-達令流域的一部份，範圍涵蓋昆士蘭州的南部、維多利亞州與新南威爾斯州，含蓋澳大利亞七分之一陸地面積。墨累河的流量變化很大，在枯水期間甚至曾經完全乾涸，雖然這種情況相當罕見，歷史上的官方紀錄只有過2或3次。墨累河沿岸也有許多英國人所建立的城市，包括沃東加、奥尔伯里、伊丘卡（Echuca）、米爾杜拉、墨累橋等。

### 主要支流與湖泊
主支流
- 馬蘭比吉河Murrumbidgee
- 拉克倫河
- 達令河Darling
- 沃里戈河
  - 尼夫河Nive
  - 沃德河Ward
  - 安吉拉拉河Angel-lala
  - 伊拉克河Erac
  - 卡爾凱恩河Kulkyne

小支流
- 吉黑河
- 圖馬河
- 科里揚河Corryong
- 卡德格瓦河Cudgewa
- 米塔一米塔河Mira Mita
- 基沃河Kiewa
- 奧文斯河Ovens
- 古爾本河Goulburn
- 坎帕斯皮河Campaspe
- 洛登河Loddon
- 阿沃卡河Avoca
- 愛德華茲河Edwards
- 沃庫爾河Wakool
- 穆拉明河Moulamein

湖泊
- 亞歷山德里娜湖
- 梅寧迪湖Menindee
- 帕馬馬諾湖Pamamaroo
- 波皮塔湖Popitah
- 特拉夫勒斯湖Travellers

## 生態
因為墨累河的流量變化很大，所以生態系統也變化多端。棲息於墨累河中的魚類種類繁多，包括墨瑞鱈、黃金鱸、銀鱸、突吻麥鱈鱸、澳洲麥氏鱸、澳洲鰻鯰等。除了魚類以外，墨累河螯蝦（Murray River Crayfish）、蛇颈龟、水鼠與鴨嘴獸也棲息在墨累河流域。墨累河流域也是赤桉主要的生長區域。
自從歐洲人移居澳大利亞後，墨累河的生態逐漸遭到破壞，許多獨特的生物數量逐漸減少，甚至消失。2000年至2007年間所發生的大乾旱也對赤桉的生長造成巨大的壓力。墨累河有時也會發生大洪水，例如1956年的水災就淹沒許多城鎮，並持續6個月之久。
許多外來魚類也對當地的原生魚類造成莫大的威脅，例如鯉魚、食蚊鱼、河鱸、虹鱒與褐鱒。其中鯉魚被引進澳大利亞後，嚴重引響墨累河與支流的生態，鯉魚在部分地區甚至已成為唯一一種魚類。

## 神話
墨累河這條澳大利亞最長的河流對於澳洲原住民來說有許多重要文化影響。對亚历山德里娜湖附近的原住民來說，墨累河是他們偉大的祖先Ngurunderi追趕墨瑞鳕時所留下的路徑痕跡。Ngurunderi從新南威爾斯州搭乘桉樹製成的木筏開始追趕墨累河鱈，但是墨累河鱈屢次逃過他的攻擊，Ngurunderi最後來到亞利珊卓拉湖畔，並在此居住。

## 探險

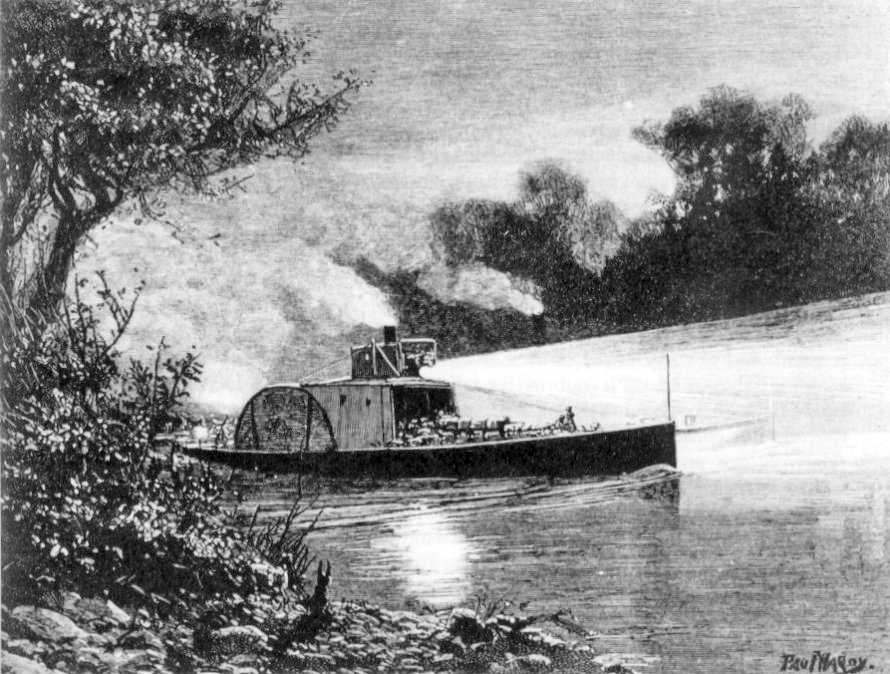
一艘航行於墨累河的蒸汽船，繪於1880年代

探險家漢密爾頓·休姆與威廉·霍維爾於1824年首次進入墨累河流域，殖民地阿爾伯里也在同一年成立。休姆以父親的名字，將墨累河稱為休姆河。查尔斯·史都特在1830年抵達墨累河流域，對馬蘭比吉河進行探險。斯德特將這條河命名為墨累河，以紀念英國戰爭及殖民地大臣墨累爵士。
斯德特繼續沿著墨累河下游探險，最終抵達亞利珊卓拉湖與墨累河口。法蘭西斯·卡德爾（Francis Cadell）於1852年從斯旺希島（Swan Hill）駕船沿著墨累河航行1,300公里。

## 河運
因為墨累河沒有河口灣，所以船隻無法從海上進入內陸。然而歐洲人在19世紀時使用蒸汽船在墨累河進行商業活動，始於1853年。法蘭西斯·卡德爾（Francis Cadell）從斯旺希島（Swan Hill）駕船沿著墨累河航行，而另一位船長William Randell則駕駛瑪莉安號蒸汽船抵達莫馬。一艘載運黃金的蒸汽船在1855年抵達阿爾伯里，雖然大部分的船隻會在伊丘卡（Echuca）更換成較小的船隻再抵達阿爾伯里.。

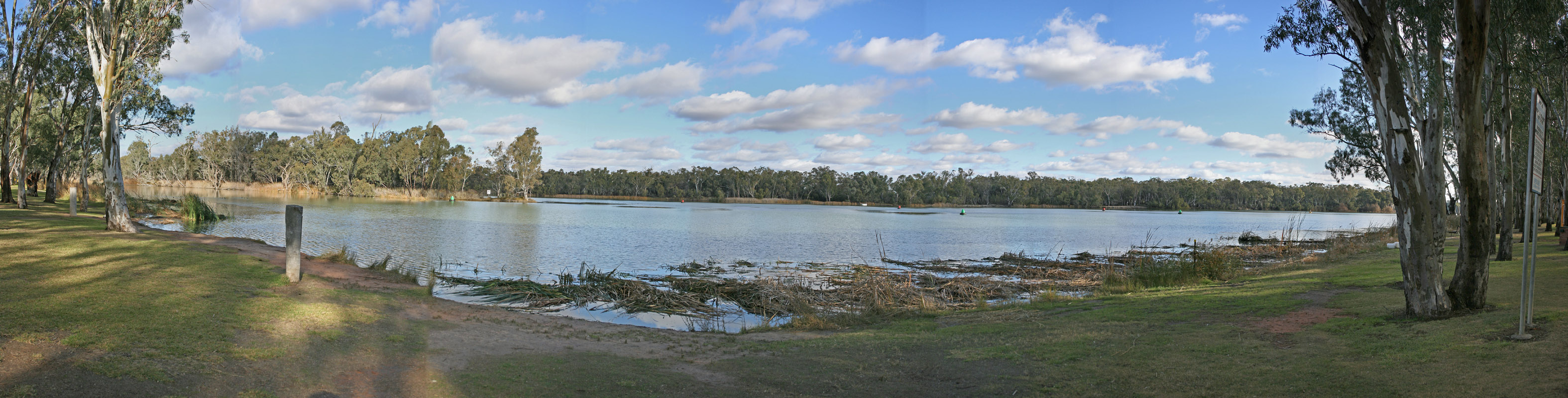
墨累河與大令河於新南威爾斯州交匯

## 外部連結
- The Murray Darling Crisis - ABC TV Catalyst墨累河及大令河危機
- Murray-Darling Basin Commission: The River Murray and Lower Darling
- River pilot maps 1880-1918 （页面存档备份，存于）
- Down the River Murray